# Potamogeton uruguayensis
Potamogeton uruguayensis là một loài thực vật có hoa trong họ Potamogetonaceae. Loài này được A.Benn. & Graebn. miêu tả khoa học đầu tiên năm 1907.